# 松戸思奈
松戸 思奈（まつど しな、1973年10月27日 - ）は、日本の元競泳選手。岩手県出身。1992年バルセロナオリンピック日本代表。

## 経歴
常盤木学園高等学校、東北学院大学出身。
1992年バルセロナオリンピック選考会では100m自由形で4位に入り、日本代表に選出された。バルセロナオリンピック本大会では50m自由形と400mフリーリレーに出場し、ともに予選敗退となった。
引退後は結婚して釜石市に移った。2011年3月11日に発生した東日本大震災の時は無事だった。